# Werner Koch (Softwareentwickler)

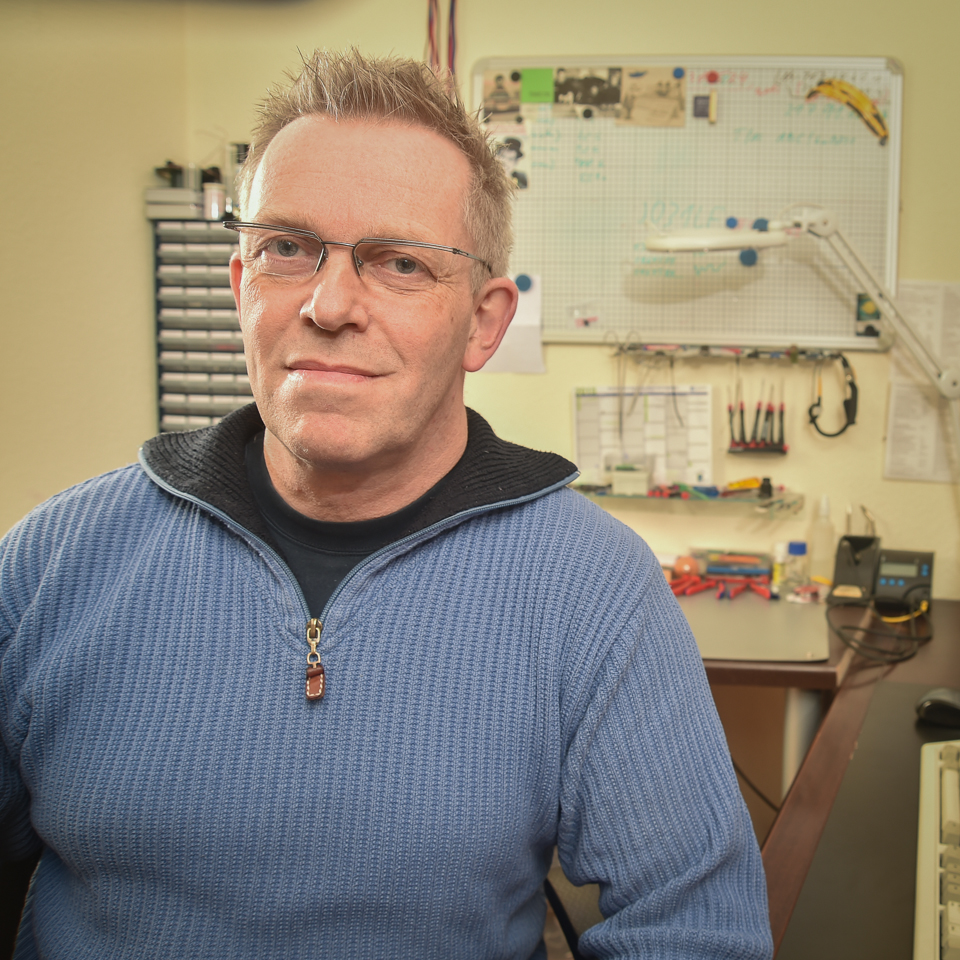
Werner Koch (Januar 2015)

Werner Koch (* 11. Juli 1961) ist ein deutscher Entwickler freier Software. Am bekanntesten ist er für seine Rolle als Hauptentwickler des GNU Privacy Guard (GnuPG oder GPG). Für seine Verdienste um GnuPG wurde er mit dem FSF Award 2015 ausgezeichnet.
Koch ist Mitgründer und ehemaliger Head of Office und deutscher Vizekanzler der Free Software Foundation Europe. 2001 gründete er das IT-Sicherheitsunternehmen g10 Code GmbH und führt es seither.
Er lebt in Erkrath.